# Mangnai
Mangnai (茫崖市S) è una città-contea della Cina, situata nella provincia di Qinghai e amministrata dalla prefettura autonoma mongola e tibetana di Haixi.